# Hopens kommun
Hopens kommun (norska: Hopen kommune) var en kommun i Møre og Romsdal fylke i Norge. Byn Hopen utgjorde kommunens centralort.

## Administrativ historik
Hopens kommun upprättades den 1 januari 1915 genom utbrytning ur Edøy kommun. Kommunen hade 1 050 invånare vid upprättandet.
Den 1 januari 1960 gick Hopens kommun, tillsammans med kommunerna Brattvær och Edøy, upp i den då nybildade Smøla kommun. Kommunens hade då 1 550 invånare.